# Gecarcinus
Genre
Taxons de rang inférieur
- Voir le texte

Gecarcinus est le genre type de la famille de crabes « terrestres » des Gecarcinidae. On les trouve dans les régions côtières chaudes des Amériques, notamment dans les îles des Caraïbes. Quatre espèces d'îles océaniques formaient auparavant au sein de Gecarcinus le sous-genre Johngarthia (en), mais celui-ci est maintenant considéré comme un genre distinct. Bien que tous les membres de ce genre soient en grande partie terrestres, ils doivent retourner dans l'océan pour se reproduire (leurs larves sont marines). Ils sont souvent colorés, les teintes dominantes étant rougeâtre, orange, violet, jaunâtre, blanchâtre ou noirâtre. Cela a permis à certaines espèces, notamment G. quadratus et G. lateralis, de devenir populaires comme animaux de compagnie.

## Espèces
| Image | Nom                                                   | Distribution                                                   |
| ----- | ----------------------------------------------------- | -------------------------------------------------------------- |
|       | Gecarcinus lateralis (Fréminville, 1835)              | de South Padre Island, au Texas, jusqu'à Macuto, au Venezuela. |
|       | Gecarcinus quadratus (en) (Saussure, 1853)            | de la côte pacifique du Mexique jusqu'au Panama.               |
|       | Gecarcinus ruricola (en) espèce type (Linnaeus, 1758) | de Cuba et les Bahamas à l'ouest jusqu'à la Barbade à l'est.   |
|       | Gecarcinus nobilii (en) Perger & Wall 2014            | Côte pacifique sud-américaine, de la Colombie au Pérou.        |